# The Geto Boys
The Geto Boys è un album di remix del gruppo hip hop statunitense Geto Boys, pubblicato nel 1990.
| Recensione           | Giudizio |
| -------------------- | -------- |
| AllMusic             | [ 1 ]    |
| The Source           | [ 2 ]    |
| Entertainment Weekly | B-       |
| Robert Christgau     | B-       |
| Rolling Stone        | [ 5 ]    |

## Tracce
1. Fuck 'Em – 4:02
2. Size Ain't Shit – 3:41
3. Mind of a Lunatic – 5:04
4. Gangsta of Love – 5:12
5. Trigga-Happy Nigga – 3:47
6. Life in the Fast Lane – 3:25
7. Assassins – 5:06
8. Do It Like a G.O. – 4:25
9. Read These Nikes – 3:36
10. Talkin' Loud, Ain't Saying Nothin' – 3:55
11. Scarface – 4:55
12. Let a Ho Be a Ho – 3:40
13. City Under Siege – 4:27

## Classifiche

### Classifiche settimanali
| Classifica (1990)         | Posizione massima |
| ------------------------- | ----------------- |
| Stati Uniti               | 171               |
| US Top R&B/Hip-Hop Albums | 67                |